# Willian Magrão
Willian Magrão (nacido el 16 de febrero de 1987) es un futbolista brasileño que se desempeña como centrocampista.

## Trayectoria

### Clubes
| Club                | País   | Año         |
| ------------------- | ------ | ----------- |
| Grêmio              | Brasil | 2007 - 2013 |
| Ponte Preta         | Brasil | 2012        |
| Cruzeiro            | Brasil | 2012        |
| Figueirense         | Brasil | 2013        |
| Portuguesa          | Brasil | 2014        |
| Boa Esporte         | Brasil | 2014        |
| Red Bull Brasil     | Brasil | 2014 - 2015 |
| Náutico             | Brasil | 2015 - 2016 |
| Red Bull Brasil     | Brasil | 2016        |
| Juárez              | México | 2016        |
| Oita Trinita        | Japón  | 2018        |
| Kagoshima United FC | Japón  | 2019 -      |